# Bu-U
Bu'U est un village du Cameroun situé dans l’arrondissement (commune) de Zhoa, dans le département de Menchum et dans la Région du Nord-Ouest.

## Localisation
Bu'U est situé à environ 70 km de Bamenda, le chef lieu de la région du Nord-Ouest et à 330 km de Yaoundé, la capitale du Cameroun. 

## Population
Lors du recensement de 2005, on a dénombré 236 habitants, dont 100 hommes et 136 femmes.

## Éducation
Le village possède une école.